# North Lakeport
North Lakeport is een plaats (census-designated place) in de Amerikaanse staat Californië, en valt bestuurlijk gezien onder Lake County.

## Demografie
Bij de volkstelling in 2000 werd het aantal inwoners vastgesteld op 2879.

## Geografie
Volgens het United States Census Bureau beslaat de plaats een oppervlakte van
16,7 km², waarvan 9,7 km² land en 7,0 km² water.

## Plaatsen in de nabije omgeving
De onderstaande figuur toont nabijgelegen plaatsen in een straal van 24 km rond North Lakeport.